# Walter Pelletti
Walter Luis Pelletti Vezzoso (Fray Bentos, 31 de mayo de 1966) es un exfutbolista uruguayo que jugó para Montevideo Wanderers de su país y para el Club Atlético Huracán de Argentina.

## Carrera
Se inició como profesional a los 20 años en el club El Tanque Sisley de la Segunda División de su país.
En el año 1987 fue transferido al Deportes Antofagasta de Chile, en donde está por un año, hasta 1988 en donde vuelve a su país, pero esta vez recala en el Montevideo Wanderers, club que finaliza en la sexta posición del torneo doméstico.

### Experiencia española y llamado a la selección
Entre 1989 y 1991 jugó en el C.D. Castellón, equipo recién ascendido a la Primera División de España. Su actuación en Wanderers y Castellón hizo que Óscar Washington Tabárez se fijase en el para la Selección de Uruguay.

### Trayectoria en Argentina
Pero sin dudas, la parte más importante de su carrera sucedió en Argentina. Más precisamente en Huracán, institución en la que jugó entre 1991 y 1996 logrando un subcampeonato (Torneo Clausura de 1994) perdido a manos de Independiente. En Huracán la gente lo aprecia mucho, a tal punto que varios simpatizantes lo consideran uno de los últimos ídolos del club.
En 1996 pasa a Banfield en donde la gente también le demuestra afecto. Estuvo hasta 1997, año en el que se marchó a Argentinos Juniors jugando 8 partidos del Torneo Apertura 1997.

### Regreso al Uruguay y retiro
Pelletti decide regresar a Uruguay a jugar en Montevideo Wanderers. Allí está hasta 2001 cuando recibe una oferta del fútbol africano para ir al ASM Oran, club en el que finalmente se retira.

## Clubes
| Club                 | País      | Año       |
| -------------------- | --------- | --------- |
| El Tanque Sisley     | Uruguay   | 1986      |
| Deportes Antofagasta | Chile     | 1987      |
| Montevideo Wanderers | Uruguay   | 1988-1989 |
| CD Castellón         | España    | 1989-1991 |
| Huracán              | Argentina | 1992-1996 |
| Banfield             | Argentina | 1996-1997 |
| Argentinos Juniors   | Argentina | 1997      |
| Montevideo Wanderers | Uruguay   | 1998-2001 |
| ASM Oran             | Argelia   | 2001-2002 |

### Selección nacional
| Selección | PJ | Goles |
| --------- | -- | ----- |
| Uruguay   | 15 | 2     |